# Энджел, Крисс
Кри́сс Э́нджел (р. 19 декабря 1967, имя при рождении Christopher Nicholas Sarantakos) — американский иллюзионист, гипнотизёр, йог, музыкант. В своем шоу он исполняет такие фокусы, как хождение по воде, левитация в окружении десятка человек, протыкание себя штыками, телепатия, предугадывание будущих событий, а также очень много других фокусов и трюков.

## Ранние годы
Сын Джона и Димитры Сарантакос, Энджел, родился на Лонг-Айленд, Нью-Йорк. У него также есть два брата. Его отец был владельцем ресторана и магазина пончиков и умер от рака в 1998 году. Его родители греки по происхождению.

## Карьера
Энджел впервые начал увлекаться фокусами в 6 лет, после того как тётя научила его карточному трюку. Его интерес вырос, и к тому времени, когда он окончил среднюю школу, он не был заинтересован в обучении в университете. Вместо этого он решил заняться фокусами профессионально.
В музыкальной индустрии сотрудничал с музыкантом Клейтоном. Вместе они создали рок группу Angeldust, которая позже была переименована в Criss Angel. Для записи некоторых саундтреков очередного шоу в 2006 году Крисс Энджел пригласил много известных рок-музыкантов: Джонатана Дэвиса из группы Korn, Нуно Беттанкура из группы Extreme, Клейтона из проекта Celldweller, Салли Эрну из группы Godsmack. 
Крисс имеет своё шоу на телевидении, которое называется Criss Angel Mindfreak (в России шло на канале MTV под названием «Магия Крисса Энджела»), а также представление в  Лас-Вегасе — Criss Angel Believe, в театре отеля Luxor. Также у иллюзиониста открыта пара магазинов по Вегасу. У Крисса есть свой бар-ресторан Criss Angel Luquidity, куда постоянно приходят фанаты, чтобы смотреть его шоу.

## Личная жизнь
C 2002 по 2006 год был женат на ДжоАнн Уинкхарт. В ноябре 2008 года Крисс начал встречаться с Холли Мэдисон. В феврале 2009 года пара распалась. 7 сентября 2011 года обручился со своей девушкой Сандрой Гонзалес. В том же году пара рассталась.
С 2012 года состоит в отношениях с Шонил Бенсон. В 2015 году пара поженилась. У супругов трое детей — сыновья Джонни Крисстофер Сарантакос (род 17 февраля 2014) и Кристос Янни Сарантакос (род. 22 января 2019) и дочь Иллужа Энджелина Сарантакос (род. 5 ноября 2021). В 2015 году их годовалому сыну Джонни был поставлен диагноз «лейкемия». С января 2022 года болезнь находится на стадии ремиссии.

## Дискография
Angeldust
- Musical Conjurings From The World Of Illusion (1998)

Criss Angel
- System 1 In The Trilogy (2000)
- System 2 In The Trilogy (2000)
- System 3 In The Trilogy (2000)
- Mindfreak The Official Soundtrack (2006)

## Видеоклипы
- Suicide Machine
- Come Alive
- MF2
- Mindfreak